# Кси Дракона
Кси Дракона (ξ Дракона, Xi Draconis, ξ Draconis, сокращ. ξ Dra, Xi Dra) — звезда, в астеризме голова Дракона, является либо двойной, либо оптически-двойной звездой в циркумполярном созвездии Дракона. Звезда имеет видимую звёздную величину +3.75m и, согласно шкале Бортля, звезда видна невооружённым глазом на внутригородском небе (англ. Inner-city sky).
Из измерений параллакса, полученных во время миссии Hipparcos известно, что звёзды удалены примерно на 112,5 св. лет (34,5 пк) от Земли. Звезда наблюдается севернее 34° ю. ш., шт. Западная Австралия, о. Северный (Новая Зеландия), области Либертадор-Хенераль-Бернардо-О’Хиггинс, Чили и провинции Кордова, (Аргентина) то есть видна практически на всей территории обитаемой Земли, за исключением приполярных областей Антарктиды и южных провинций и штатов Австралии, Чили, Аргентины. Лучшее время для наблюдения — июнь.
Звезда Кси Дракона движется довольно быстро относительно Солнца: её радиальная гелиоцентрическая скорость равна −26 км/с, что почти в 2,5 раза больше скорости местных звёзд Галактического диска, а также это значит, что звезда приближается к Солнцу. Звезда приблизится к Солнцу на расстояние 68 св. лет через 808 000 лет, когда она увеличит свою яркость до величины 2,65m (то есть будет светить примерно как Бета Овна светит сейчас). По небосводу звезда движется на северо-восток.
Средняя пространственная скорость Кси Дракона имеет компоненты (U, V, W)=(−15.4, −14.3, −25.7), что означает U=−15,4 км/с (движется по направлению от галактического центра), V=−14,3 км/с (движется против направлении галактического вращения) и W=−25,7 км/с (движется в направлении южного галактического полюса). Галактическая орбита Кси Дракона находится на расстоянии от 24 346 св. лет до 28 316 св. лет от центра Галактики.

## Имя звезды
Кси Дракона (латинизированный вариант лат. Xi Draconis) является обозначениями Байера, данное звезде в 1603 году. Хотя звезда и имеет обозначение ξ (Кси — 14-я буква греческого алфавита), однако сами звёзды — 9-я по яркости в созвездии. 32 Дракона (латинизированный вариант лат. 32 Draconis) являются обозначением Флемстида.
Звезда имеет собственное имя — Грумиум, лат. Grumium /ˈɡruːmiəm/. Байер приводит название «Grumium» в своём атласе звёздного неба Уранометрия и переводит из «Толкователя Альмагеста», соответственно как «Челюсть», то есть как варваризм, заимствованный из Альмагеста. Это слово сегодня соответствует итальянскому итал. grugno и французскому итал. groin — букв. «морда». Проктор полагал, что она обозначает высунутый язык Дракона на самых ранних изображениях созвездия. Kunitzsch и Smart, с другой стороны, производили его от латинского слова, означающего что-то вроде «челюстной кости змеи». Эта звезда была также известна как «Нодус I» лат. Nodus I (то есть «Узел I», поскольку на старых звёздных атласах дракон извивается по крайней мере 4 раза) или «Первый Узел» лат. Nodus Primus.
В 2016 году Международный астрономический союз организовал Рабочую группу при МАС по звёздным именам (WGSN) для каталогизации и стандартизации имён собственных звёзд. 12 сентября 2016 года Международный астрономический союз присвоил название «Grumium» звезде Кси Дракона.
Эта звезда, наряду с Бета Дракона (Растабаном), Гамма Дракона (Этамином), Мю Дракона (Арракисом) и Ню Дракона (Кумой) составляют арабский астеризм «Верблюдицы».
В китайской астрономии звезда относится к созвездию Пурпурный запретный засок, а в нём к астеризму 天棓 (Tiān Bàng), англ. Celestial Flail, что означает «Небесная цепь», состоящему из Кси Дракона, Ню Дракона, Бета Дракона, Гамма Дракон, и Йота Геркулеса. Следовательно, сама Кси Дракона известна как 天棓一 (Tiān Bàng yī, англ. the First Star of Celestial Flail) «Первая Звезда Небесной Цепи».
Обозначения компонентов как Кси Дракона AB вытекают из конвенции, используемой Вашингтонским каталогом визуально-двойных звёзд (WDS) для звёздных систем, и принятого Международным астрономическим союзом (МАС).
Транспортное судно «Грумиум» ВМС США было названо в честь звезды.

## Свойства Кси Дракона
Кси Дракона — судя по её спектральному классу K2III является проэволюционировавшим гигантом спектрального класса K, что указывает на то, что водород в ядре звезды не служит ядерным «топливом», то есть звезда сошла с главной последовательности. Звезда уже прошла стадию гелиевого, а может быть даже и углеродного «горения» и теперь становится ярче как гигант с мёртвым гелиевым ядром. (Однако его физическое состояние точно неизвестно. Возможно, оно уже достигло максимальной яркости и стало тусклым после начала синтеза гелия).
Судя по её массе, которая равна 1,45 {\displaystyle M_{\bigodot }} звезда начала свою жизнь как карлик спектрального класса A7.5V. Тогда её радиус был 1,58 {\displaystyle R_{\bigodot }}, а эффективная температура была порядка 7200 К. Зная радиус и температуру звезды, используя закон Стефана — Больцмана можно выяснить, что её светимость тогда была порядка 6 {\displaystyle L_{\bigodot }}. Для того, чтобы планета, аналогичная нашей Земле, получала бы примерно столько же энергии, сколько она получает от Солнца, её надо было бы поместить на расстоянии 2,45 а.е., то есть во внутреннюю часть Пояса астероидов, а юолее конкретно на орбиту астероида Парфенопа, чья большая полуось находится примерно на таком расстоянии. Причём с такого расстояния Кси Дракона выглядела бы на 31 % меньше нашего Солнца, каким мы его видим с Земли — 0,34° (угловой диаметр нашего Солнца — 0,5°).
В настоящее время звезда расширилась и охладилась. Сейчас звезда излучает энергию со своей внешней атмосферы при эффективной температуре около 4445 К, что придаёт ей характерный оранжевый цвет звезды спектрального класса K. Светимость звезды оценивается в 49 ± 4 {\displaystyle L_{\bigodot }}.
В связи с большой светимостью звезды её радиус может быть измерен непосредственно, и такая попытка была сделана в 1922 году Данные об этом измерении приведены в таблице:
| Год  | m    | Спектр | D (mas) | Rабс ({\displaystyle R_{\bigodot }}) | Комм.  |
| 1922 | 3.90 | K0     | 5.0     | 9.3                                  | [ 21 ] |
| 1967 | 3.75 | K2III  | 3.1     | —                                    | [ 22 ] |
| 1969 | 3.76 | K2III  | 4.0     | 16                                   | [ 23 ] |
| 1976 | 3.75 | K2III  | —       | 14                                   | [ 24 ] |

Сейчас мы знаем, что радиус звезды должен быть 12 {\displaystyle R_{\bigodot }}, то есть измерение 1976 года было наиболее адекватным. Измерения радиуса сделанные во время миссии Gaia дают примерно такую же картину
Звезда имеет поверхностную гравитацию 2,3 СГС или 2 м/с2, то есть в 137 раза меньше, чем на Солнце (274,0 м/с2). Звезды, имеющие планеты, имеют тенденцию иметь большую металличность по сравнению Солнцем и Кси Дракона имеет значение металличности несколько меньшее, чем солнечное значение −0,09, то есть почти 81 % от солнечного значения. Скорость вращения у Кси Дракона имеет почти солнечное значение и равна 2,3 км/с, что даёт период вращения звезды — 271 день.
Звезда довольно старая и хотя текущий возраст звезды не определён, однако известно, что звёзды с массой 1,45 {\displaystyle M_{\bigodot }} живут на главной последовательности порядка 3,25 млрд. лет. К этому возрасту стоит добавить порядка 100 млн. лет на стадию субгиганта и можно сказать что через несколько десятков миллионов лет Кси Дракона станет красным гигантом, а затем, сбросив внешние оболочки, станет белым карликом. Предполагая, что эволюция жизни на углеродной основе, носит универсальный характер и полагая, что космосе действуют те же законы, что и на Земле, можно сказать, что на планете аналогичной Земле рядом с Кси Дракона эволюция закончилась на стадии протерозоя, а более конкретно на стадии эктазийского периода: в это время появляются красные водоросли, древнейшие многоклеточные организмы.

## История изучения двойственности звезды
В 1954 году В. Лейтен открыл, что Кси Дракона, по-видимому, двойная звезда, то есть был открыт компонент AB, звёзды вошли в каталоги как LDS1457. Согласно Вашингтонскому каталогу визуально-двойных звёзд, параметры этих компонентов приведены в таблице:
| Компонент | Год  | Количество измерений | Позиционный угол | Угловое расстояние | Видимая звёздная величина компонента I | Видимая звёздная величина компонента II |
| AB        | 1954 | 9                    | 290°             | 315.4″             | 3.85m                                  | 13.08m                                  |
| AB        | 1963 | 9                    | 290°             | 316.0″             | 3.85m                                  | 13.08m                                  |
| AB        | 2015 | 9                    | 290°             | 315.9″             | 3.85m                                  | 13.08m                                  |

Обобщая все сведения о звезде, можно сказать, что у звезда Кси Дракона состоит из 2 компонент A и B: одна звезда 4-й величины, вторая звезда 13-й величины. У компонента B, находящегося на угловом расстоянии 315,9 секунд дуги известен каталожный номер UCAC4 735-058240 и судя по приведённому параллаксу, который равен 29,2740 ± 0,0297 звезда находится на расстоянии 111,36 св. лет и, соответственно, в систему Кси Дракона вполне может входить. У звезды также довольно похожие значения собственного движения RA:90,648 ± 0,056 mas/год и Dec:76,589 ± 0,057 mas/год.
Если они действительно гравитационно связаны, то Кси Дракона B будет красным карликом спектрального класса M6 на расстоянии по крайней мере, 11 000 а.е. (0,174 св.г.) и c периодом обращения, по крайней мере, 800 000 лет. Также возможно, что компаньон, Кси Дракона B — это просто звезда переднего плана, лежащая на линии прямой видимости.